# Журавли (памятник)
Мемориальный комплекс «Журавли» в парке Победы на Соколовой горе г. Саратова — памятник саратовцам, погибшим во время Великой Отечественной войны 1941—1945 годов. Мемориальный комплекс «Журавли», один из символов Саратова.
Воздвигнутый на Соколовой горе на высоте 160 метров над уровнем моря, имеющий рукотворный холм высотой 100 метров и установленные на нём сорокаметровые пилоны, позволяют видеть силуэт «Журавлей» из многих точек Саратова и Энгельса, и с 20-километрового расстояния вниз и вверх по Волге.

## История
В 1977 году в Саратове объявили конкурс на лучший проект памятника землякам, погибшим на фронтах Великой Отечественной войны. Победил проект архитектора Ю. И. Менякина.
Замысел и архитектурное решение мемориала навеяны песней «Журавли» на стихи Расула Гамзатова. «Мне кажется порою, что солдаты, / С кровавых не пришедшие полей, / Не в землю нашу полегли когда-то, / А превратились в белых журавлей…». Основная тема мемориала — светлая память и светлая печаль.
Строительство мемориала началось весной 1980 года и закончилось в апреле 1982 года. Сооружение мемориала началось и произведено на основании постановления бюро Саратовского горкома КПСС и Исполкома городского Совета народных депутатов № 118 от 2 апреля 1980 г.,мв котором указано: «Создать в парке „Победы“ декоративно-скульптурную композицию, посвящённую саратовцам, погибшим на фронтах Великой Отечественной войны 1941—1945 гг. Автором композиции утвердить архитектора Менякина Ю. И.»
Из воспоминаний О. А. Менякиной: «Когда проектировались „Журавли“, наша квартира превратилась в скульптурную мастерскую. Сначала Юрий Иванович отливал фигурки журавлей из олова, постепенно увеличивая размеры, экспериментировал с пропорциями. Рассматривалось несколько точек установки мемориала на Соколовой горе. Проводились геологические исследования грунта, при наличии оползневых зон определялись степень безопасности сооружения и зависимости его сохранности от климатических природных условий, подбор строительных материалов. После окончательного утверждения места установки начались строительные работы. Для удобства посетителей мемориала рассчитывались углы подъёма и наклонов склона холма, ширина и высота парапета и ступеней лестницы. Для отдыха после восхождения на смотровую площадку и к основанию пилонов вдоль растекающихся от подножия холма пешеходных дорожек под кроной деревьев установлены лавочки…»
Возвышенный природный рельеф местности — Соколовая гора — при сооружении мемориала использован архитектором для его максимального обозрения жителями города. Для возвеличивания монумента на Соколовой горе был сооружён рукотворный холм — как составная часть мемориала. Холм в виде усечённого конуса состоял из забитых железобетонных свай и земли, уплотнённой виброплощадками. Эти работы выполняли военные строители «Саратовспецстроя». Холм покрыт зелёными насаждениями (газонная трава и низко растущий кустарник), его окружает широкая пешеходная асфальтированная дорожка.
Для внешнего оформления мемориала, кроме смальты и брусчатки, были использованы материалы местного производства. Все элементы мемориала от его начала — мемориального камня — и до вершины холма расположены по одной восходящей линии.

## Элементы мемориала
Архитектурный ансамбль мемориала «Журавли» состоит из многих элементов: входная площадь, мемориальный камень (центральная плита с посвящением); аллея Славы; фонтан памяти; рукотворный холм, парадная военная лестница, обзорная площадка, пилоны с закреплёнными в центре пятиконечными золотыми звёздами и клином 12 серебристых журавлей, летящих на запад. А также — корпус филиала краеведческого музея (ныне — Музей Боевой славы). Каждый элемент и детали оформления мемориала, в том числе озеленение и флористика, были продуманы до мелочей и глубоко символичны.
Памятник представляет собой три железобетонных пилона высотой 40 метров со стилизованным изображением двенадцати журавлей, символизирующих души погибших солдат. Образ летящих журавлей подсказан в песне «Журавли» на слова Гамзатова. Интересно то, что одновременно можно видеть только одиннадцать птиц.
Журавлиный клин из 12 птиц летящих на Запад, где шли бои с врагом, символизирует бессмертие погибших за Родину. Птицы выполнены из нержавеющего металла. Журавлиный клин — это огромная конструкция; система металлических рам, связанных в замкнутый треугольник; длинные консоли и крепёжные детали. На ЭВМ было рассчитано не менее 30 вариантов конструкций журавлиного клина, чтобы он выдержал напряжение и все колебания воздушных потоков. Клюв журавля под напором ветра может колебаться по горизонтали в радиусе до одного метра.
Пятиконечные золотые звёзды (в диаметре — три метра; покрыты сусальным золотом). На мемориале их было три: две — в центре пилонов (с юга и севера); одна — в центре фонтана, под водной гладью (звезда в фонтане меньшего размера, анодирована с имитацией золота). Пятиконечные золотые звёзды с двугранными полированными лучами соответствуют форме медали «Золотая Звезда» — государственной награды лицам, удостоенным высшей степени отличия СССР — звания Героя Советского Союза.
Аллея Славы от мемориального камня и до начала лестницы вымощена камнем-брусчаткой. Брусчаткой вымощена и смотровая площадка у основания пилонов. Брусчатка — как символ. На брусчатке Красной площади Москвы 7 ноября 1941 года военным парадом в честь 24-й годовщины Великого Октября начался трудный долгий путь к Победе, закончившийся на брусчатке улиц Берлина 9 мая 1945 г. Крупная массивная округло-выпуклая брусчатка непривычна и неудобна посетителям мемориала, но она реально создаёт ощущение нелёгкого пути к Победе. Камень-брусчатку завозили с улиц Астраханская и Рабочая, где ещё до 1917 года его укладывала бельгийская фирма. Потребность в брусчатке для мемориала — основная причина демонтажа каменного покрытия и асфальтирования этих улиц в 1980—1982 годах.
Сам подъём к памятнику осуществляется через пять маршей лестницы, на каждом из них можно увидеть год и названия городов в обороне и (или) освобождении которых принимали участие саратовцы:
- 1941 год, города: Брест, Смоленск, Одесса, Ельня, Волоколамск, Елец, Тихвин, Калинин, Калуга.
- 1942 год, города: Можайск, Москва, Юхнов, Харьков, Ставрополь, Ростов, Новороссийск, Сталинград.
- 1943 год, города: Воронеж, Ленинград, Ржев, Курск, Белгород, Киев, Днепропетровск, Брянск.
- 1944 год, города: Рига, Петрозаводск, Минск, Вильнюс, Кишинёв, София, Бухарест, Новгород, Таллин.
- 1945 год, города: Берлин, Кенигсберг, Варшава, Прага, Дрезден, Братислава, Белград, Будапешт, Вена, Порт-Артур, Пхеньян.

## Изменения внешнего вида и элементов мемориала «Журавли»

Автор мемориального комплекса и памятника Журавли Юрий Иванович Менякин

Мемориальный комплекс развивается и дополняется новыми элементами, что вполне естественно — при условии бережного отношения к первоначально созданным символам и облику мемориала «Журавли». До 1999 года восстановительные ремонтные работы не меняли его первоначального облика.
Начиная с 1999 года произведены изменения — с дополнением новых элементов.
9 Мая 1999 г. перед мемориальным камнем зажжён Вечный Огонь. На аллее Славы установлены мемориальные плиты с высеченными на них именами саратовцев — кавалеров Ордена Славы и Героев Советского Союза, Героев России, а также — бюсты дважды Героям Советского Союза.
1999—2014 гг. изменяли трижды мемориальный камень и его постамент — каждый раз меняя цвет, форму и конструкцию.
Изменён текст посвящения и его расположение на мемориальном камне. На тыльной стороне текст полностью исключён; на лицевой стороне исключены даты и некоторые слова, изменён порядок слов.
Изменено техническое устройство и детали оформления фонтана — на месте золотой звезды над водной гладью возвышается чёрная каменная плита, в перспективе закрывающая первые ступени лестницы. Произведена замена обрамления входа и облицовки фонтана. Они, как и мемориальный камень с постаментом, облицованы дорогостоящими материалами тёмных красно-коричневых тонов — единообразно с оформлением мемориальных плит с именами героев.
Заменены плафоны фонарей на столбах освещения: ныне матово-белые, вытянутой формы. Серебристые тополя заменили тёмные ели. В результате этих изменений мемориальный комплекс утратил вид единого архитектурного ансамбля.
Изменения облика мемориала произведены с отступлениями от проекта автора, а произведённые при его жизни — без обсуждения и согласования с автором проекта Ю. И. Менякиным.
Ныне нетронуто светлой осталась лишь возвышающаяся на рукотворном холме часть оригинального, символического и неповторимо поэтичного архитектурного ансамбля. Это окаймлённые светлым парапетом лестница и окружность смотровой площадки, пилоны с серебристым клином летящих журавлей и золотой звездой в центре — как нежная акварель на фоне саратовского неба и мерцающей вдали водной глади Волги.

## Фото

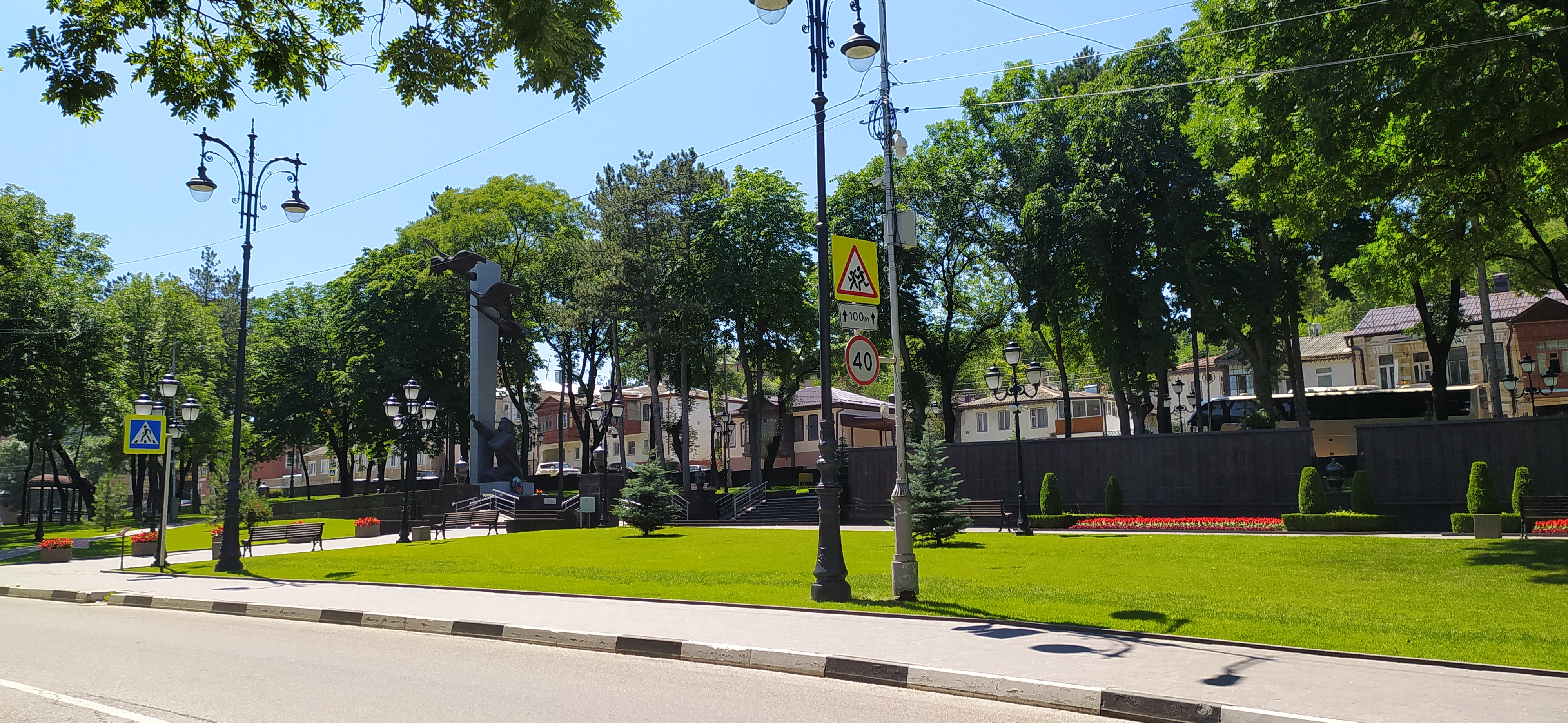
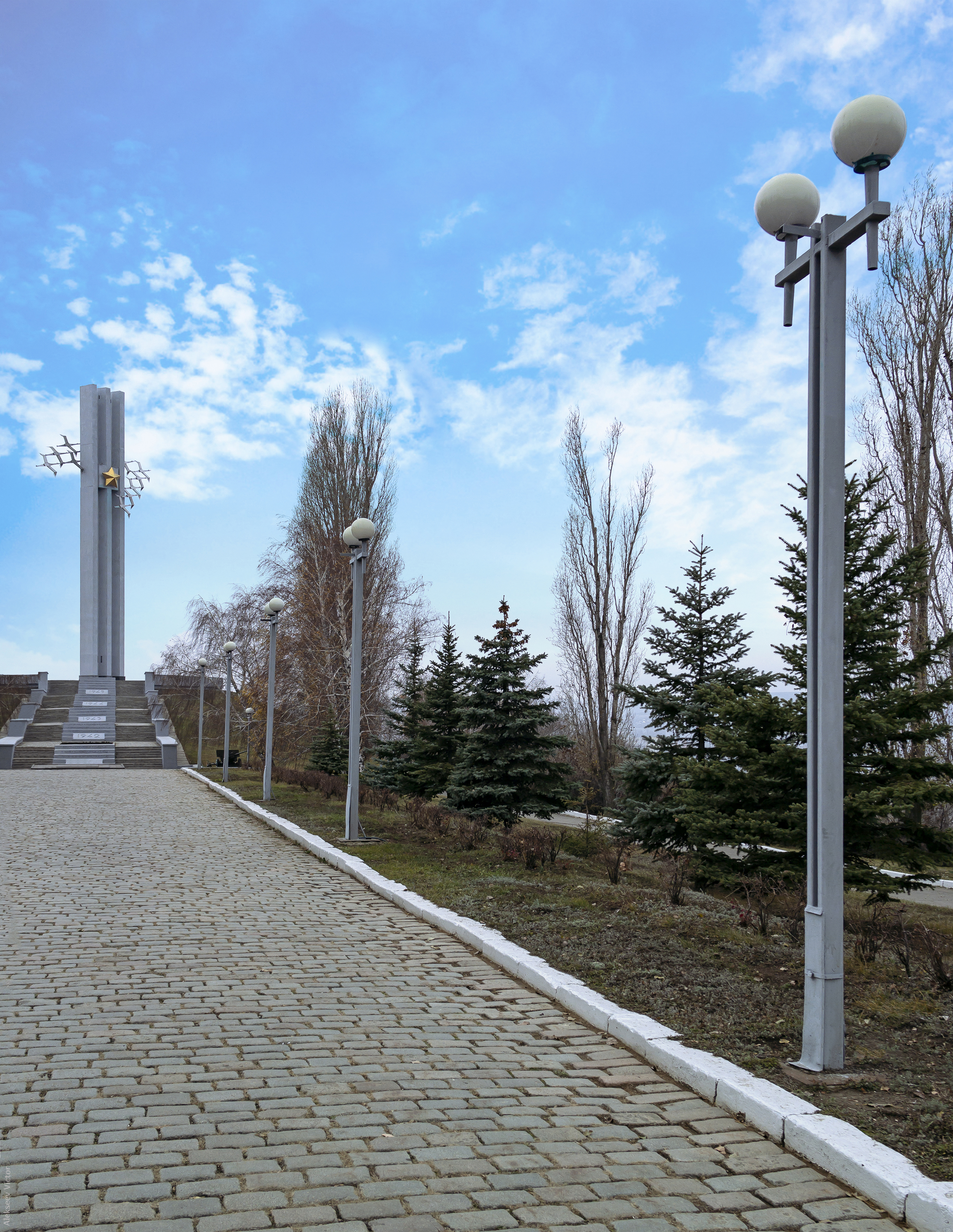
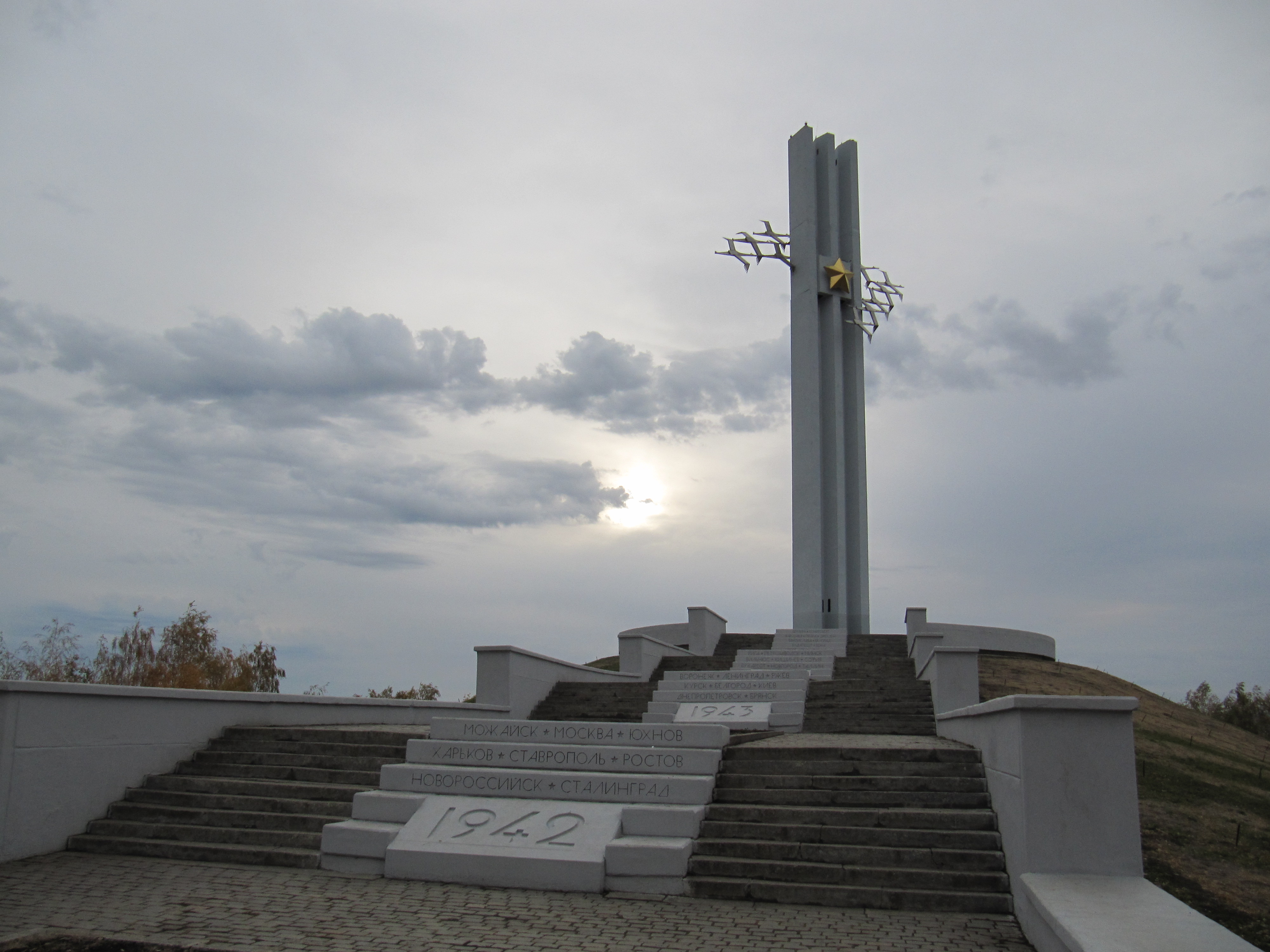